# Трое из ада
«Трое из ада» (англ. 3 from Hell) — американский фильм ужасов Роба Зомби 2019 года. Является продолжением фильмов «Дом 1000 трупов» 2003 года и его сиквела «Изгнанные дьяволом» 2005 года. Премьера состоялась 16 сентября 2019 года в США.

## Сюжет
Едва пережив яростную перестрелку с полицией, «Малышка» Файрфлай (Шери Мун Зомби), Отис Дрифтвуд (Билл Моусли) и Капитан Сполдинг (Сид Хэйг) оказываются за решеткой. Но чистое зло не может быть сдержано. Объединившись со сводным братом Отиса Уинслоу «Фокси» Колтрейном (Ричард Брейк), сумасшедший клан Файрфлай вернулся, чтобы развязать новую волну смерти и разврата. Огненный шторм убийства, безумия и хаоса будет развязан в этой ужасной поездке в ад и обратно.

## Создание
В первоначальном варианте сценария персонажу Сида Хэйга - Капитану Сполдингу отводилось больше экранного времени, но Роб Зомби в начале съемочного процесса фильма вынужден был  переписать сценарий из-за преклонного возраста актера, который из-за проблем со здоровьем не смог продолжить участие в съемках, благодаря чему появился персонаж Уинслоу «Фокси» Колтрейн. Для Сида Хэйга это была одна из последних ролей в карьере.  Актер умер 21 сентября 2019 года, через пять дней после выхода фильма на экраны.

## В ролях
- Билл Моусли — Отис Б. Дрифтвуд
- Шери Мун Зомби — Вера-Эллен «Малышка» Файрфлай
- Сид Хэйг — Капитан Сполдинг[6]
- Ричард Брейк — Уинслоу Фоксуорт «Фокси» Колтрейн
- Дэнни Трехо — Рондо[7]
- Ди Уоллес — Грета[8][9]
- Дэниел Робук — Моррис Грин[10]
- Джефф Дэниел Филлипс — надзиратель Вёрджил Даллас Харпер[11]
- Панчо Молер — Себастиан
- Джеки С. Гарсиа — Принцесса
- Билл Оберст мл. — Тони Коммандо
- Остин Строкер — Ёрл Гибсон[12]
- Эмилио Ривера — Аквариус[13]
- Клинт Ховард — мистер Бэгги Бритчес[14][15]

Уэйд Уильямс, Дэвид Ури, Том Папа, Дот-Мэри Джонс, Ричард Риле, Шон Уэйлен, Ричард Эдсон и Кевин Джексон сыграли неизвестные роли.